# Казий (мурза)
Казий (Газі бен Урак) (рік народження невідомий — убитий у березні 1576) — ногайський мурза, засновник Казиєвої Орди (Малої Ногайської Орди), внук ногайського князя Сеїд Ахмата. Родова гілка, до якої належав Газі бен Урак, у 1530-і роки була відтіснена від влади.

## Біографія
Спочатку жив зі своїм улусом між річкою Бузулук і Аральським морем (території Оренбурзької області Росії та Актюбінської області Казахстану).
На початку 1550-х (не пізніше 1557) через внутрішній конфлікт у Ногайській орді та розбіжностей з правителем Орди Ісмаїлом-бієм Газі бен Урак перекочовує зі своїм улусом на територію сучасного Краснодарського краю (степ між Азовом і Кабардою). Від нього бере свій початок західне ногайське утворення Малі Ногаї.
До кінця 1560-х років улус Газі бен Урака посилюється настільки, що він привласнює собі титул бія — верховного правителя.
У зовнішній політиці Газі бен Урак спирався на Кримське ханство. Підтвердженням союзу став обмін молодшими родичами на рубежі 1570-х років. У Бахчисарай прибули два Газієвих двоюрідних брата, а до нього були направлені на проживання сини кримського хана Девлет I Ґерая Мурад-Ґерай і Фатх-Ґерай. Головною метою союзу був, ймовірно, військово-політичний альянс проти спільних ворогів — у першу чергу, Московського царства та Великої Ногайської Орди. Газі брав участь у кампанії Ґераїв проти Астрахані в 1569 році, походах на Москву в 1571 і 1572 роках.
На Північному Кавказі Газі бен Урак уклав політичний союз з Кабардою, який було підтверджено шлюбом із дочкою кабардинського князя Пшеапшокі Кайтукіна (не пізніше 1562 року).
Якщо врахувати одруження Івана IV на дочці головного противника Пшеапшокі — Темрюка Ідарова у 1561 році, то стає ясно, що кабардинскі князівства розподілилися за двома коаліціями. Політичному об'єднанню Москви і Темрюка протистояло угруповання Пшеапшокі, Газі і кримського хана.
В одному з походів проти Темрюка в березні 1576 року Газі бен Урак був убитий разом із двома своїми братами та декількома синами.